# 小林 (御所市)
小林（こばやし）は、奈良県御所市の大字。郵便番号は639-2311。本項ではかつて存在した小林村（こばやしむら）についても記す。

## 地理
御所市の北西端の一角にあたり、南で櫛羅、北で葛城市脇田・笛吹・梅室に接する。東を奈良県道30号御所香芝線が通過する。

### 河川
- 柳田川
- 安位川

## 歴史
- 幕末 - 「旧高旧領取調帳」の記載によると、村域が葛上郡・忍海郡にまたがり、ともに櫛羅藩領であった。
- 明治4年
  - 7月14日（1871年8月29日） - 廃藩置県により櫛羅県の管轄となる。
  - 11月22日（1872年1月2日） - 第2次府県統合により、全域が奈良県（第1次）の管轄となる。
- 1876年（明治9年）4月18日 - 第2次府県統合により堺県の管轄となる。
- 1880年（明治13年） - 葛上郡小林村が忍海郡小林村を合併し、全域が葛上郡の所属となる。
- 1881年（明治14年）2月7日 - 大阪府の管轄となる。
- 1887年（明治20年）11月4日 - 奈良県（第2次）の管轄となる。
- 1889年（明治22年）4月1日 - 町村制の施行により、近世以来の葛上郡小林村が単独で自治体を形成。櫛羅村・東松本村・竹田村・鎌田村・楢原村・三室村・西松本村と櫛羅村外七ヶ村組合村を結成。
- 1897年（明治30年）4月1日 - 小林村の所属郡が南葛城郡に変更。
- 1915年（大正4年）1月1日 - 櫛羅村外七ヶ村組合村の7村が合併して大正村が発足。同村の大字となり、小林村廃止。
- 1958年（昭和33年）3月31日 - 大正村が御所町・葛村・葛上村と合併して御所市が発足。同市の大字となる。

## 世帯数と人口
2020年（令和2年）12月31日現在の世帯数と人口は以下の通りである。
| 町丁 | 世帯数  | 人口  |
| ---- | ------- | ----- |
| 小林 | 389世帯 | 728人 |

## 小・中学校の学区
市立小・中学校に通う場合、学区は以下の通りとなる。
| 番地 | 小学校             | 中学校             |
| ---- | ------------------ | ------------------ |
| 全域 | 御所市立大正小学校 | 御所市立大正中学校 |

## 交通

### バス
- 奈良交通
  - 葛城登山線
    - 80：近鉄御所駅 - 新屋敷 - 櫛羅 - 猿目橋 - 葛城ロープウェイ
    - 88：近鉄御所駅 - 新屋敷 - 櫛羅 - 小林 - 猿目橋 - 葛城ロープウェイ
- 御所市コミュニティバス
  - 西コース
    - 近鉄御所駅 - 豊年橋 - 御所市役所 - 豊年橋 - 幸町 - 池之内 - 室 - 名柄 - 北窪 - かもきみの湯 - 東佐味 - 鴨神 - 北窪 - 名柄 - 老人福祉センター - 産業振興センター前 - 近鉄御所駅

### 道路
- 奈良県道30号御所香芝線

## 施設
- 小林保育所
- 小林ふれあいセンター
- 小林集会所
- 光明寺

## 出身人物
- 木村京太郎[5]（部落解放運動家、部落問題研究所顧問[6]）
- 西口紋太郎[5]（奈良県議会議員、社会党所属）
- 西口雅博（草履、サンダル製造卸、金盃本舗社長） - 西口紋太郎の長男。